# Солсберийские часы

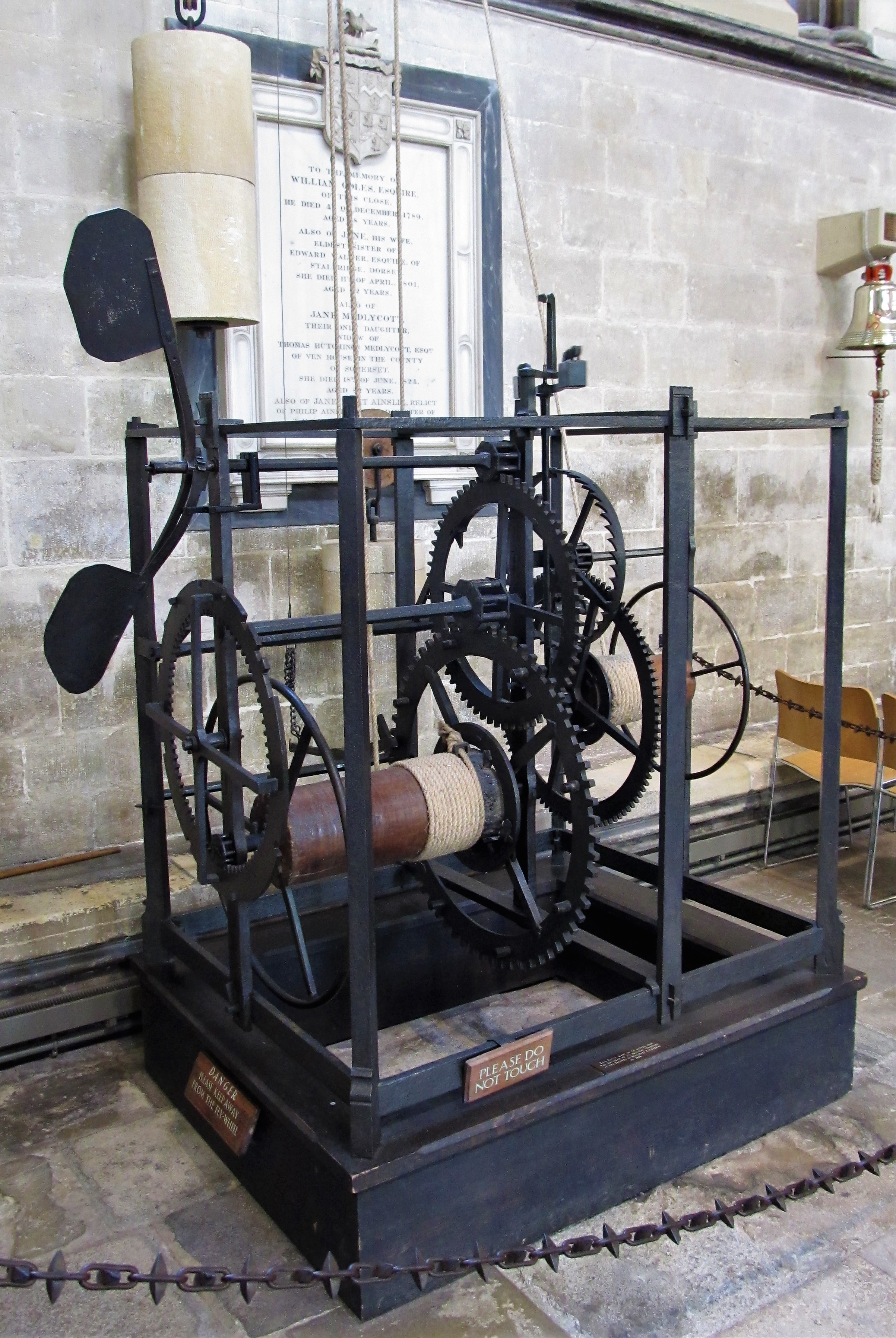
Солсберийские часы

Солсберийские соборные часы — механизм башенных часов без циферблата, находящийся в Солсберийском соборе в Англии. Считается, что он восходит к 1386 году и находится, таким образом, в числе старейших часовых механизмов в мире. Часы оснащены одним из самых древних типов регуляторов — шпиндельным спуском с билянцем. Часы находились в отдельно стоящей колокольне, разобранной в 1790 году. Часы выставлены в западном конце северного бокового нефа собора и с 1956 года, после реставрации до работоспособного состояния, действуют.

## О старейших действующих часах
Другие часы, претендующие на статус старейшего действующего часового механизма — это французские часы собора в Бове (1305 год), итальянские башенные часы в Кьодже и часы в соборе старой столицы Гондураса — города Комаягуа, которые якобы сделаны в Испании маврами в XII веке, чему нет документальных подтверждений. Старейшие часы, на которых указана дата изготовления (1463 год) находятся в немецком городе Форхтенберг.
Солсберийские часы находятся в ряду английских часов XIV—XVI веков из Уэлского и Эксетерского соборов, Касл-Комба, Оттери-Сент-Мэри и Уимборн-минстера. Датировка 1386 годом дана Робинсоном, который заново открыл часы в 1928 году, и поддержана другими исследователями.
Механические часы в XIV веке в Европе уже нередки, но другие известные механизмы (например, руанские «Большие Часы», парижские часы Генриха фон Вика и дижонские часы, которые бургундский герцог Филипп Смелый взял трофеем в Куртре в 1382 году), утрачены или капитально модернизированы.
Уэлские часы, возможно, сделаны тем же мастером, что и солсберийские, но датируются чуть позже, 1392 годом. Уэлские часы находятся в лондонском Музее науки и функционируют. Датировки Уэлских и Солсберийских часов связаны друг с другом, потому что они очень похожи, но Уэлские часы до находки Солсберийских и датировки Робинсона относили к XVI веку по сходству с другими надёжно датированными механизмами. Таким образом, возражения против датировки Солсберийских часов XIV веком основаны на том, что они слишком технически продвинуты и стоят рядом с механизмами XVI века.
Впрочем, это может быть не самой большой ошибкой в датировке башенных часов, потому что часы Дуврского замка, которые тоже относили к XIV веку, оказались примерно 1600 года.
В 1993 году на специально организованном симпозиуме Общества исследователей старинных часов большинство участников согласилось с датировкой 1386 годом, хотя треть голосов была подана за более позднюю датировку.

## История
После разборки колокольни собора в 1790 году часы перенесли на башню, а в 1884 году, после установки новых часов, отставили, и они хранились, не безвестные, но и не привлекая большого внимания, до 1928 года, когда попали на глаза любителю часов Робинсону, который осматривал новые соборные часы 1884 года. Робинсон счёл, что именно этот механизм упоминается в документах под датировкой 1386 годом, и впервые понял его важность. Часы были выставлены в соборе и позднее, в 1956 году, отреставрированы до работоспособного состояния и снабжены спуском средневекового типа. Ныне часы ходят, но бой обычно выключен и действует не постоянно, а только для демонстрации.

## Устройство
На момент обнаружения часы были снабжены маятниковым спуском, очевидно поздним. В 1956 году часы были отреставрированы с восстановлением шпиндельного спуска и билянца, но, поскольку не сохранилось ни чертежей, ни описаний, нынешнее устройство спуска может не соответствовать изначальному. Механизм боя (на фотографии слева) считается подлинным.
Часы отмечали время ударами колокола и, вероятно, вовсе не имели циферблата.
Механизм собран в раме из кованого железа, части которой скреплены клиновидными шпонками, потому что болты и гайки на тот момент ещё не были изобретены. Запас энергии создаётся двумя каменными гирями, подвешенными на верёвках, намотанных на деревянные барабаны. Для завода часов служат два больших штурвала. Одна гиря приводит в действие ход часов, а вторая — боевой механизм, скорость которого регулируется ветрянкой (крыльчаткой, создающей воздушное торможение).
В нынешнем виде часы отбивают количество целых часов, но в Средние века, возможно, они били только к началу мессы (до 4 раз в сутки).
В конце XVII века Солсберийские часы, как и многие другие, были переведены на анкерный спуск с маятником, что могло повысить их точность. Тем не менее, произведённые в 1990-х годах опыты с восстановленным механизмом шпиндельного спуска показали, что часы уходят лишь на 2 минуты в сутки, если наматывать верёвку на барабан в один слой. Укладка второго слоя резко увеличивает крутящий момент в системе, и часы начинают убегать, потому что билянец не имеет периода собственных колебаний, и период его колебаний сильно зависит от движущей силы со стороны механизма. Однако, заводя часы дважды в сутки, можно обеспечить точность не хуже двух минут.

### Реставрация
Фирма Messrs. John Smith & Sons of Derby занялась часами в феврале 1956 года. Механизм был доставлен к ним в разобранном состоянии, после чего собран в мастерской, и реставраторы начали изучать аналогичные механизмы в Музее науки.
С помощью фирмы Rolls-Royce сделаны рентгеновские снимки, доказавшие, что две оси были удлинены для переделки часов под маятник. Также обнаружены следы того, что маятник в этих часах устраивали как минимум дважды.
| Часть   | Деталь                             | До реставрации | После реставрации                                                                           |
| ------- | ---------------------------------- | --- | ------------------------------------------------------------------------------------------- |
| ходовая | направление хода и управление боем | направление хода изменено на обратное и управление боем перенесено на переднюю сторону 1613 году для того, чтобы установить циферблат | направление хода возвращено прежнее, управление боем возвращено на заднюю сторону механизма |
| ходовая | большое колесо                     | к колесу приделан диск с двумя штифтами, потому что с маятником это колесо стало делать один оборот в два часа                        | диск снят, старое отверстие для штифтa обнаружено, штифт восстановлен                       |
| ходовая | спусковое корончатое колесо        | утрачено, заменено анкерным колесом                                                                                                   | воссоздано вручную, приклёпано ко второму колесу                                            |
| ходовая | тросовый барбан                    | | изготовлен заново                                                                           |
| ходовая | скоба для билянца                  | утрачена | изготовлена новая                                                                           |
| ходовая | билянец                            | утрачен | изготовлен новый                                                                            |
| боевая  | второе колесо                      | установлено наоборот | установлено правильно                                                                       |

### Параметры

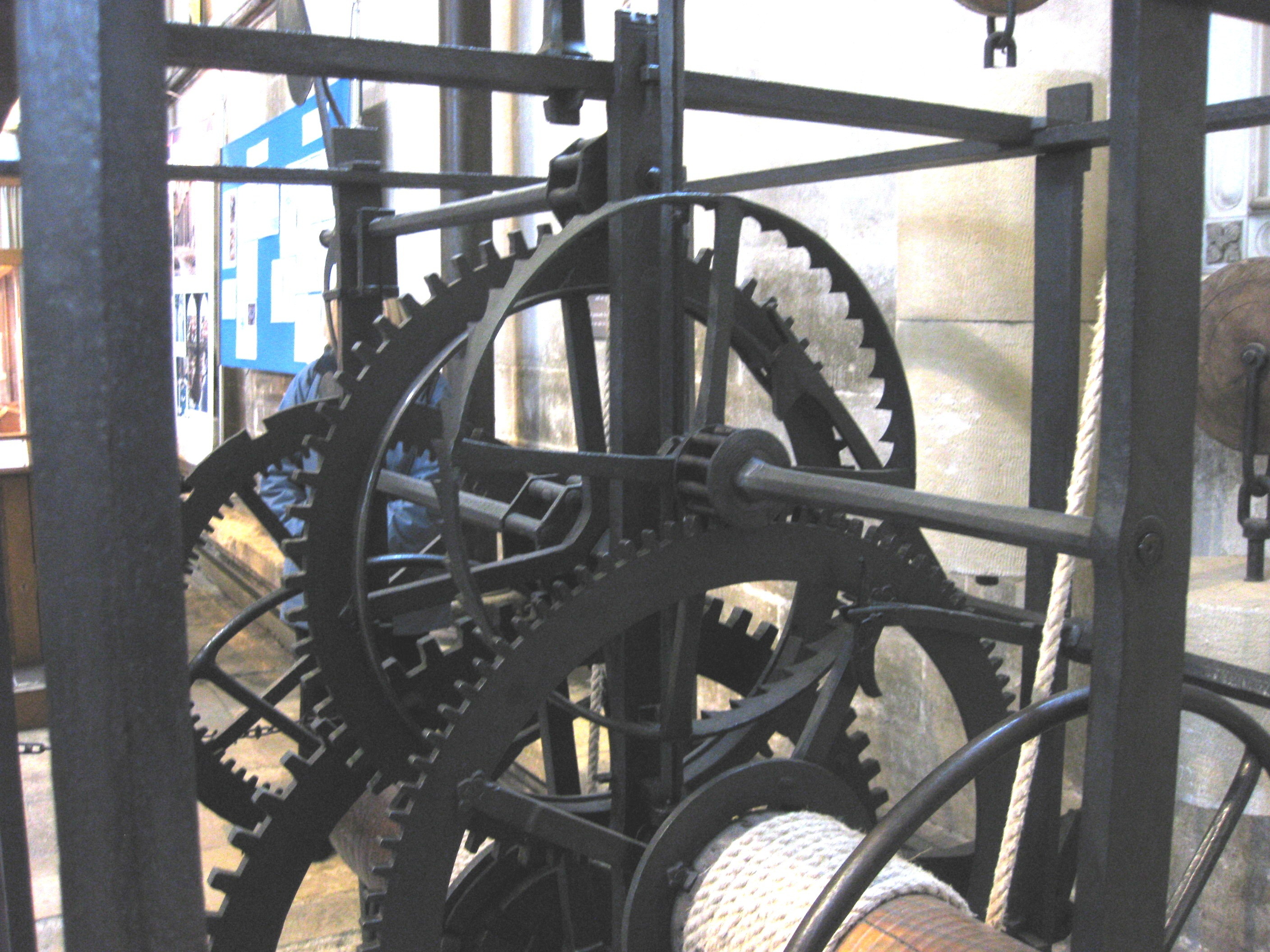
Механизм хода

Рама размерами (д×ш×в) 1,24×1,29×1,06 м³
Все малые шестерни в механизме — цевочные.

#### Механизм хода
Спусковое колесо корончатое с 45 зубцами, совершает один оборот в 360 секунд (6 минут), большое колесо ― один оборот в час (3600 секунд), период колебаний билянца 8 секунд.
Глядя со стороны ходового механизма, барабан и большое колесо вращаются против часовой стрелки, спусковое, соответственно, по часовой стрелке.

#### Механизм боя

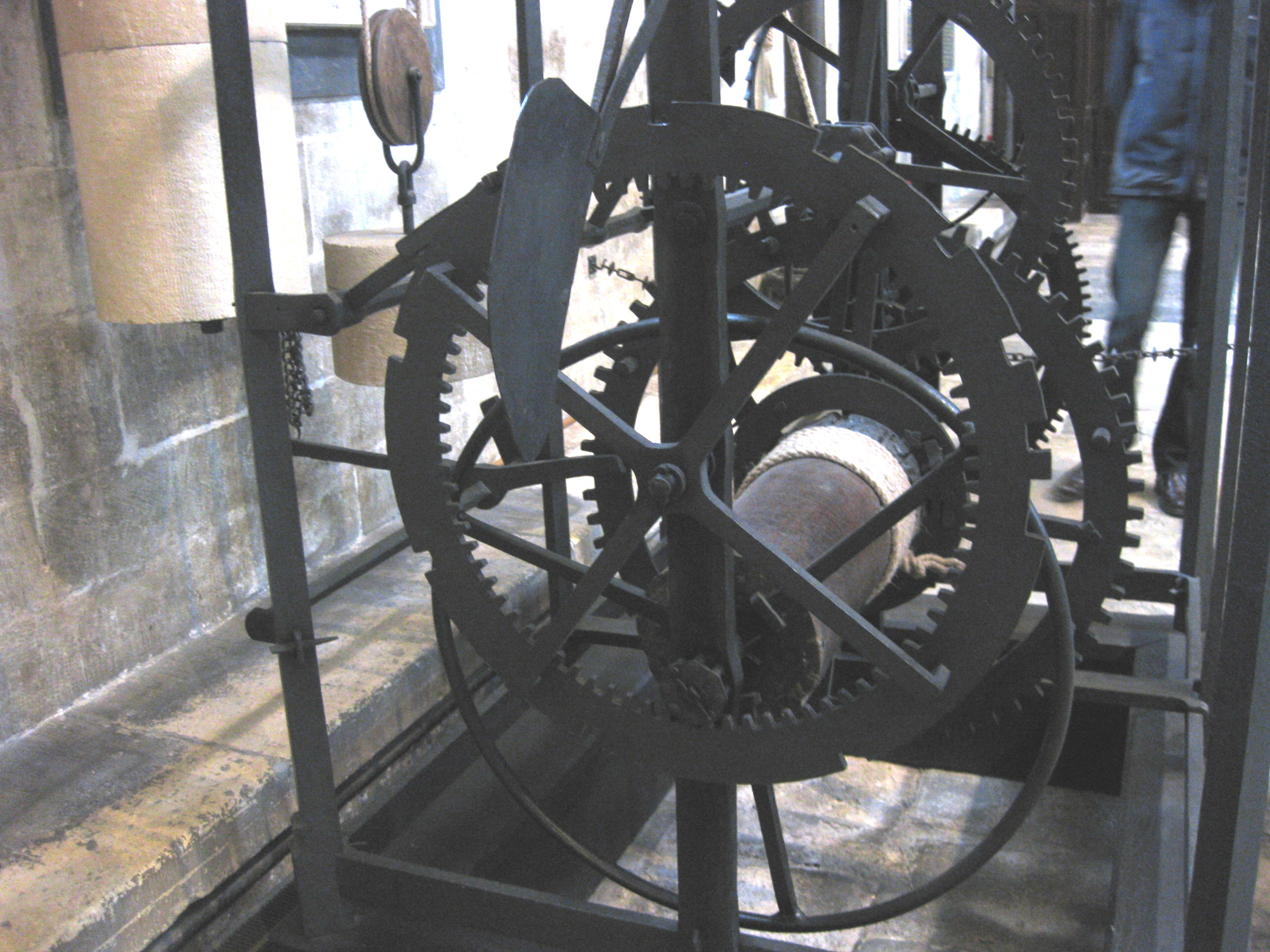
Механизм боя

От большого колеса к ветрянке передача двухступенчатая: большое колесо в 64 зубца вращает 8-зубую шестерню, второе колесо в 64 зубца вращает 8-зубую шестерню на оси ветрянки. Таким образом, на один оборот большого колеса ветрянка делает 64 оборота, или 8 оборотов на удар в колокол, потому что на большом колесе 8 штифтов.
Для счёта ударов на валу барабана и большого колеса насажена 8-зубая шестерёнка во внутреннем зацеплении с 78-зубым счётным колесом. Всё это находится в простых численных соотношениях: 8 ударных штифтов соответствуют восьми зубцам шестерёнки, а 78 зубцов колеса — 78 ударам в полусутки: 1+2+3+4+5+6+7+8+9+10+11+12=78. То есть, счётное колесо делает в сутки два оборота, а большое колесо 9¾ оборота, что при восьми штифтах даёт 9¾×8=78 ударов.
Глядя со стороны спускового механизма, барабан и большое колесо вращаются по часовой стрелке, второе колесо ― против часовой стрелки, ветрянка и счётное колесо — по часовой стрелке.
На внешней стороне счётного колеса имеется только 11 счётных выступов, потому что один удар первого часа приходится на большую выемку после выступа 12-го часа: запирающий рычаг приподнимается, освобождая второе колесо, оно делает один оборот (а главное колесо ⅛ оборота и один удар) и запирается снова.
Ветрянка насажена на оси при помощи храпового механизма и после запирания боя продолжает вращаться по инерции, не создавая удара на штифтах своей цевки.